# Tomáš Kopecký
Tomáš Kopecký (ur. 5 lutego 1982 w Ilavie) – słowacki hokeista, reprezentant Słowacji, dwukrotny olimpijczyk.
Jego brat Peter (ur. 1989) także został hokeistą.

## Kariera
- HC Dukla Trenczyn U18 (1995-1997
- HC Dukla Trenczyn U20 (1997-1999)
- HC Dukla Trenczyn (1999-2000)
- Lethbridge Hurricanes (2000-2001)
- Cincinnati Mighty Ducks (2001)
- HC Dukla Trenczyn (2001)
- Lethbridge Hurricanes (2000)-2002
- Cincinnati Mighty Ducks (2002)
- Grand Rapids Griffins (2002-2005)
- Detroit Red Wings (2005-2009)
  -  Grand Rapids Griffins (2005-2006)
- Chicago Blackhawks (2009-2011)
- Florida Panthers (2011-2015)
  -  HK Dukla Trenczyn (2012)
- HC Oceláři Trzyniec (2015-2016)
- HK Dukla Trenczyn (2016)
- Slovan Bratysława (2016)

Wychowanek klubu HK Spartak Dubnica nad Váhom. Później karierę rozwijał w Dukli Trenczyn. Od czerwca 2011 zawodnik Florida Panthers. W tym czasie podpisał czteroletni kontrakt z klubem. Od października 2012 roku na okres lokautu w sezonie NHL (2012/2013) związany kontraktem z macierzystym klubem HC Dukla Trenczyn. Do 2015 był zawodnikiem Florida Panthers. Od października 2015 do połowy 2016 zawodnik Oceláři Trzyniec. Od października 2016 ponownie zawodnik macierzystej Dukli Trenczyn. Od listopada do grudnia 2016 zawodnik Slovana Bratysława.
Uczestniczył w turniejach na zimowych igrzyskach olimpijskich 2010, 2014 oraz mistrzostw świata w 2012, 2013, 2015.

## Sukcesy
Reprezentacyjne
- Srebrny medal mistrzostw świata: 2012

Klubowe
- Puchar Stanleya: 2008 z Detroit Red Wings, 2010 z Chicago Blackhawks